# Лозинська Юлія Гнатівна
Ю́лія Гна́тівна Лози́нська (Россіна; 1900—1982) — українська оперна співачка (сопрано), солістка Київського та Харківського театрів опери та балету.

## Життєпис
Навчалась в Музично-драматичній школі Миколи Лисенка, яку закінчила 1912 року. В рецензії на постановку цієї школи газета «Рада» писала 17 січня 1911 року: «уподобалась нам й учениця Лозинська в партії Марії („Мазепа“) — у неї хороше сопрано, розумна гра, ясна дикція».
Згодом співала на багатьох оперних сценах Росії.
1928 року прийшла на сцену Київської опери.
1936 — перейшла до Харківського оперного театру, де особливо відзначилася в партії Віолетти («Травіата» Джузеппе Верді). Вона «створила зворушливий і ніжний образ, підкресливши його ліричне начало, глибину та безпосередність почуттів».

## Спогади про М. Донця
Залишила спогади про видатного співака Михайла Донця: «Згадувати Михайла Івановича Донця — це все одно що перегортати найяскравіші сторінки українського оперного театру останнього дореволюційного періоду і перших десятиліть Радянської влади. Адже Донець — то яскрава, самобутня постать на українському оперному небосхилі…»